# Cmentarz wojenny nr 234 – Lubcza
Cmentarz wojenny nr 234 – Lubcza – cmentarz z I wojny światowej, zaprojektowany przez Gustava Rossmanna znajdujący się w miejscowości Lubcza w województwie małopolskim, w powiecie tarnowskim, w gminie Ryglice. Jeden z ponad 400 zachodniogalicyjskich cmentarzy wojennych zbudowanych przez Oddział Grobów Wojennych C. i K. Komendantury Wojskowej w Krakowie.

## Opis
Na cmentarzu pochowano trzech żołnierzy austro-węgierskich oraz 10 żołnierzy rosyjskich.
Obecnie jest to kwatera cmentarza parafialnego. W centrum umieszczono krzyż betonowy. 